# Лаптев, Геннадий Алексеевич
Геннадий Алексеевич Лаптев (15 декабря 1998, Новополоцк) — белорусский тяжелоатлет. Чемпион Европы 2019 года.
Занимается тяжёлой атлетикой с 11 лет. Норматив мастера спорта Республики Беларусь выполнил в 16 лет. Норматив мастера спорта международного класса по тяжёлой атлетике выполнил в 18 лет. С 2016 года входит в состав национальной сборной Беларуси по тяжёлой атлетике.

## Карьера
На чемпионате Европы в Батуми, в весовой категории до 61 кг, Геннадий сумел завоевать титул чемпиона взяв по сумме двоеборье вес 286 кг. В упражнение рывок он с весом на штанге 133 кг завоевал малую золотую медаль.
В апреле 2021 года на чемпионате Европы в Москве, в весовой категории до 61 кг, Геннадий занял итоговое четвёртое место с результатом 286 килограмм. В упражнении "рывок" он сумел завоевать малую бронзовую медаль с результатом 132 кг.

## Достижения
2011 год
Установил рекорд республики Беларусь для рывка и суммы (рывок и толчок) в категории «Юноши до 14 лет, наилегчайшая весовая категория»
2015 год
- Беларусь. Чемпионат Республики Беларусь[уточнить] — 4 место

2016 год
- Беларусь. Чемпионат Республики Беларусь[уточнить] — 1 место

2017 год
- Япония. Чемпионат мира до 20 лет — 4 место
- Беларусь. Чемпионат Республики Беларусь — 2 место[3]
- Албания. Чемпионат Европы среди юниоров — 1 место

2018 год
- Беларусь. Кубок Республики Беларусь — 1 место[4][нет в источнике]
- Беларусь. Чемпионат Республики Беларусь среди юниоров — 1 место[4]
- Польша. Zamosc. Чемпионат Европы среди юниоров — 1 место[5]
- Туркменистан. Ашхабад. Чемпионат Мира — 10 место[6]

2019
Чемпионат Европы
| Результат | Вес      | Год  | Место соревнований | Рывок | Толчок | Общий вес |
| Золото    | до 61 кг | 2019 | Батуми, Грузия     | 133,0 | 153,0  | 286,0     |